# Grallaria varia
El tororoí pintado o chululú pintado (en Argentina y Paraguay) (Grallaria varia), también denominado tororoi variegado (en Perú) u hormiguero tororoi cabecinegro (en Venezuela), es una especie de ave paseriforme perteneciente al numeroso género Grallaria  de la familia Grallariidae, anteriormente incluido en Formicariidae. Es nativo de América del Sur.

## Distribución y hábitat
Se halla en Argentina, Brasil, Guayana Francesa, Guyana, Paraguay, Perú, Surinam y Venezuela. Ver detalles en Subespecies.
Es rara a poco común en el suelo o cerca de él, en hábitats de selvas montanas húmedas de baja altitud, en las Guayanas, baja Amazonia y Mata Atlántica, más numerosa en esta última, hasta los 1400 m s. n. m. de altitud en Brasil y abajo de los 600 m en el norte.

## Sistemática

### Descripción original
La especie G. varia fue descrita por primera vez por el naturalista neerlandés Pieter Boddaert en 1783 bajo el nombre científico Formicarius varius; localidad tipo «Cayena».

### Taxonomía
Las subespecies se dividen en dos grupos geográficamente separados, el grupo varia del norte y oeste, incluyendo cinereiceps y distincta, y el grupo imperator del sur y este; ha sido sugerido que podrían representar dos especies distintas con base en las diferencias vocales, pero estas diferencias geográficas han sido poco estudiadas.

### Subespecies
Según la clasificación del Congreso Ornitológico Internacional (IOC) (Versión 6.3, 2016) y Clements Checklist v.2015,  se reconocen 5 subespecies, con su correspondiente distribución geográfica:
- Grallaria varia cinereiceps Hellmayr, 1903 – extremo sur de Venezuela e inmediatamente adyacente norte de Brasil (alto río Negro), y noreste de Perú (margen norte del río Napo).
- Grallaria varia varia (Boddaert, 1783) – las Guayanas, y Brasil al norte del río Amazonas (al oeste desde el bajo río Negro).
- Grallaria varia distincta Todd, 1927 – Brasil al sur del río Amazonas desde el río Madeira hacia el este hasta el río Tapajós, al sur hasta Rondônia y norte de Mato Grosso.
- Grallaria varia intercedens Berlepsch & Leverkühn, 1890 – este y sureste de Brasil en Pernambuco, y desde el sur de Bahía al sur hasta el sureste de Minas Gerais y probablemente Espírito Santo.
- Grallaria varia imperator Lafresnaye, 1842 – sur de Minas Gerais y Río de Janeiro hacia el sur hasta el este de Paraguay, noreste de Argentina (Misiones) y  norte de Río Grande do Sul.